# Poznańi főegyházmegye
A Lengyelországban található Poznańi főegyházmegye (lengyelül: Archidiecezja poznańska, latinul: Archidioecesis Posnaniensis, németül: Erzbistum Posen) római katolikus egyház metropólia főegyházmegyéje. Érseki széke Poznań városában található. Egyetlen szufragán egyházmegyéje a  Kaliszi egyházmegye.

## Püspökök és érsekek
| Név                                                                                              | A püspöki/érseki trónon töltött évek | jegyzet |
| ------------------------------------------------------------------------------------------------ | ------------------------------------ | --- |
| Jordan                                                                                           | 968 – 984                            | Lengyelország missziós püspöke Poznań székhellyel, közvetlenül alárendelve a pápának, Jan Długosz krónikás szerint 1002-ig püspök, bár másik okirat 984-ként említi a halálának az időpontját |
| ?                                                                                                | 984 – 991 vagy 992                   | betöltetlen a püspöki trónus |
| Unger                                                                                            | 991 vagy 992 – ?                     | Lengyelország missziós püspöke Poznań székhellyel, közvetlenül alárendelve a pápának, a dátum a szolgálata idejének vége                                                                      |
| Tymoteusz (Timót)                                                                                | 1002 – 1020                          | Poznań püspöke, teljesen független Gniezno érsekétől |
| Paulin (Pál)                                                                                     | 1021 – 1035                          | Poznań püspöke, teljesen független Gniezno érsekétől |
| Benedykt I (I Benedek)                                                                           | 1037 – 1048                          | Poznań püspöke, teljesen független Gniezno érsekétől |
| Marceli (Marcell)                                                                                | 1048 – 1065                          | Poznań püspöke, teljesen független Gniezno érsekétől |
| Teodor (Tódor)                                                                                   | 1065 – 1087                          | Poznań püspöke, Gniezno érsekének segédpüspöke körülbelül 1075-től |
| Dionizy (Dénes)                                                                                  | 1088 – 1106                          | |
| Wawrzyniec (Lőrinc)                                                                              | 1106 – 1027                          | |
| Michał (Mihály)                                                                                  | 1113 – ?                             | neve és halálának időpontja bizonytalan |
| Marcin (Márton)                                                                                  | ? – 1142                             | a püspöki trónra lépés dátuma ismeretlen |
| Bogufał I (I Bogufál)                                                                            | 1142 -1146                           | a püspöki trónra lépés dátuma nem biztos |
| Pean (Pean)                                                                                      | 1146 – 1152                          | |
| Stefan (István)                                                                                  | 1152 – 1156                          | |
| Radwan (Radván)                                                                                  | 1156 – 1164                          | |
| Bernard (Bernát)                                                                                 | 1164 – 1172                          | |
| Cherubin (Kerub)                                                                                 | 1172 – 1180                          | a püspöki tisztség betöltése végének a dátuma bizonytalan |
| Arnold I (I Arnold)                                                                              | 1180 – 1186                          | a püspöki tisztség betöltése végének a dátuma bizonytalan |
| Bogumił – Piotr (Bogumil – Péter)                                                                | 1186 – 1187                          | később Gniezno érseke, halála után szentté avatva |
| Benedykt II (II Benedek)                                                                         | 1187 – 1193                          | |
| Mrokota (Mrokota)                                                                                | 1193 – 1196                          | |
| Arnold II (II Arnold)                                                                            | 1196 – 1211                          | |
| Filip (Fülöp)                                                                                    | 1211                                 | |
| Paweł (Pál)                                                                                      | 1211 – 1242                          | |
| Bogufał II (II Bogufal)                                                                          | 1242 – 1253                          | |
| Piotr (Péter)                                                                                    | 1253 – 1254                          | |
| Bogufał III of Czerniejewo (Czerniejewoi II Bogufal)                                             | 1254 – 1265                          | |
| Falęta (Falenta)                                                                                 | 1266 – 1267                          | |
| Mikołaj I (I Miklós)                                                                             | 1267 – 1278                          | |
| Jan I z Wysokowce, (Wysokowcei II János) nemesi címere Łodzia                                    | 1278 – 1286                          | |
| Jan II Gerbicz, (Gerbicz II János) nemesi címere Nałęcz                                          | 1286 – 1297                          | |
| Andrzej Zaremba (Zaremba András)                                                                 | 1297 – 1317                          | a püspöki tisztség betöltése végének a dátuma bizonytalan |
| Domarat Grzymała (Grzymała Domarat)                                                              | 1317 – 1324                          | a püspöki tisztség betöltése végének a dátuma bizonytalan |
| Jan III (III János), nemesi címere Doliwa                                                        | 1324 – 1335                          | |
| Jan IV of Kępa, (Kępa IV János) nemesi címere Łodzia                                             | 1335 – 1346                          | |
| Andrzej of Wiślica                                                                               | 1347 – 1348                          | később Zwierzyniec püspöke |
| Wojciech Pałuka                                                                                  | 1348 – 1355                          | |
| Lutogniewoi II János, nemesi címere Doliwa                                                       | 1356 – 1374                          | |
| Mikołaj II of Górka (Górka II Miklós) (Kórniki) nemesi címere Łodzia                             | 1375 – 1382                          | |
| Jan Kropidło                                                                                     | 1382 – 1384                          | Opole fejedelme, később Włocławek püspöke, Kamień, Chełmno, Gniezno érseke Lengyelország hercegprímása és újra Włocławek püspöke                                                              |
| Dobrogost z Nowego Dworu (Nowy Dwóri Dobrogost) nemesi címere Nałęcz                             | 1384 – 1395                          | később Gniezno érseke Lengyelország hercegprímása |
| Mikołaj Kurowski, (Kurowski Miklós) nemesi címere Szreniawa                                      | 1395 – 1399                          | később Włocławek püspöke, Gniezno érseke Lengyelország hercegprímása |
| Wojciech Jastrzębiec (Jastrzębiec Béla)                                                          | 1399 – 1412                          | |
| Piotr Wysz Radoliński, (Wysz Radoliński Péter) nemesi címere Leszczyc                            | 1413 – 1414                          | |
| Andrzej Łaskarz Gosławski, (Łaskarz-Gosławski András) nemesi címere Godziemba                    | 1414 – 1426                          | |
| Mirosław Brudzewski, (Brudzewski Miroszláv) nemesi címere Nałęcz                                 | 1426 – 1427                          | |
| Stanisław Ciołek z Żelichowa i Ostrołęki (Żelichowói és Ostrołękai Ciołek Szaniszló)             | 1428 – 1437                          | |
| Andrzej Bniński, (Bniński András) nemesi címere Łodzia                                           | 1438 – 1479                          | |
| Uriel Górka, (Górka Uriel) nemesi címere Łodzia                                                  | 1479 – 1498                          | |
| Jan Lubrański, (herceg Lubrański János) nemesi címere Godziemba                                  | 1498 – 1520                          | a Lubrański-Akadémia alapítója |
| Piotr Tomicki, (Tomicki Péter) nemesi címere Łodzia                                              | 1520 – 1525                          | később Krakkó püspöke |
| Jan Latalski (Latalski János)                                                                    | 1525 – 1536                          | később Krakkó püspöke, Gniezno érseke, Lengyelország hercegprímása |
| Jagelló János (Jan z Książąt Litewskich)                                                         | 1536 – 1538                          | I. Zsigmond lengyel király természetes fia |
| Stanisław Oleśnicki z Pińczowa (Pińczowi Oleśnicki Szaniszló)                                    | 1538 – 1539                          | |
| Sebastian Branicki (Branicki Szebasztién)                                                        | 1539 – 1544                          | |
| Paweł Dunin Wolski (Dunin Wolski Pál)                                                            | 1544 – 1546                          | |
| Benedykt Izdbieński (Izdbieński Benedek)                                                         | 1546 – 1553                          | |
| Andrzej Czarnkowski (Czarnkowski András)                                                         | 1553 – 1562                          | |
| Adam Konarski (Konarski Ádám)                                                                    | 1562 – 1574                          | |
| betöltetlen                                                                                      |                                      | |
| Łukasz Kościelski (Kościelski Lukács)                                                            | 1577 – 1597                          | |
| Jan Tarnowski (Tarnowski János)                                                                  | 1598 – 1600                          | betöltetlen Włocławek püspöke, Gniezno érseke Lengyelország hercegprímása |
| Wawrzyniec Goślicki, nemesi címere Grzymała                                                      | 1601 – 1607                          | |
| Andrzej Opaliński ()                                                                             | 1607 – 1623                          | |
| Jan Wężyk ()                                                                                     | 1624 – 1627                          | later Gniezno érseke, Lengyelország hercegprímása |
| Maciej Łubieński (Łubieński Mátyás)                                                              | 1627 – 1631                          | később Włocławek püspöke, Gniezno érseke Lengyelország hercegprímása |
| Adam Nowodworski (Nowodworski Ádám)                                                              | 1631 – 1634                          | |
| Henryk Firlej (Firlej Henrik)                                                                    | 1635                                 | |
| Andrzej Szołdorski (Szołdorski András)                                                           | 1636 – 1650                          | |
| Florian Kazimierz Czartoryski (herceg Czartoryski Flórián Kázmér)                                | 1650 – 1655                          | később Włocławek püspöke, Gniezno érseke Lengyelország hercegprímása |
| Wojciech Tolibowski (Tolibowski Béla)                                                            | 1655 – 1663                          | |
| Stefan Wierzbowski (Wierzbowski István)                                                          | 1664 – 1687                          | |
| Stanisław Witwicki (Witwicki Szaniszló)                                                          | 1688 – 1698                          | |
| Mikołaj Święcicki (Święcicki Miklós)                                                             | 1699 – 1707                          | |
| betöltetlen                                                                                      |                                      | |
| Mikołaj Bartłomiej Tarło (Tarło Miklós Bertalan)                                                 | 1710 – 1715                          | |
| Krzysztof Antoni Szembek (Szembek Kristóf Antal)                                                 | 1716 – 1720                          | később Włocławek püspöke, Gniezno érseke, Lengyelország hercegprímása |
| Piotr Tarło (Tarło Péter)                                                                        | 1721 – 1722                          | |
| Jan Joachim Tarło (Tarło János Áchim)                                                            | 1722 – 1732                          | |
| Stanisław Józef Hozjusz (Hozjusz Szaniszló József)                                               | 1733 – 1738                          | |
| Teodor Kaziemierz Czartoryski (Czartoryski Tódor Kázmér)                                         | 1739 – 1768                          | |
| Andrzej Stanisław Młodziejowski (Młodziejowski András Szaniszló)                                 | 1768 – 1780                          | |
| Antoni Onufry Okęcki (Okęcki Antal Onofriosz)                                                    | 1780 – 1793                          | |
| Ignacy Raczyński (Raczyński Ignác)                                                               | 1794 – 1807                          | később Gniezno érseke Lengyelország hercegprímása |
| betöltetlen                                                                                      |                                      | |
| Tymoteusz Gorzeński (Gorzeński Timót)                                                            | 1809 – 1821                          | később Gniezno érseke, Lengyelország hercegprímása. |
| 1821-től előlép Metropolita érseké perszonálunió Gniezno érsekével, Lengyelország hercegprímása. |                                      | |
| Tymoteusz Gorzeński (Gorzeński Timót)                                                            | 1821 – 1825                          | |
| betöltetlen                                                                                      |                                      | |
| Teofil Wolicki (Wolicki Teofil)                                                                  | 1828 – 1829                          | |
| betöltetlen                                                                                      |                                      | |
| Marcin Dunin (Dunin Márton)                                                                      | 1831 – 1842                          | |
| betöltetlen                                                                                      |                                      | |
| Leon Przyłuski (Przyłuski Leó)                                                                   | 1845 – 1865                          | |
| Mieczysław Ledóchowski (Ledóchowski Mieczysław)                                                  | 1866 – 1886                          | bíboros |
| Juliusz Dinder (Dinder Gyula)                                                                    | 1886 – 1890                          | |
| Florian Oksza Stablewski (Stablewski Oksza Flórián)                                              | 1891 – 1906                          | |
| betöltetlen                                                                                      |                                      | |
| Edward Likowski (Likowski Edvárd)                                                                | 1914 – 1915                          | |
| Edmund Dalbor (Dalbor Edmund)                                                                    | 1915 – 1926                          | bíboros |
| August Hlond (Hlond Ágoston)                                                                     | 1926 – 1946                          | bíboros, 1946 után Gniezno érseke és Varsó érseke, Lengyelország hercegpímása |
| 1946-tól perszonálunióban egyesül, majd szétválik Poznań és Gniezno érseke                       |                                      | |
| Walenty Dymek (Dymek Valentin)                                                                   | 1946 – 1956                          | |
| Antoni Baraniak (Baraniak Antal)                                                                 | 1957 – 1977                          | |
| Jerzy Stroba (Stroba György)                                                                     | 1978 – 1996                          | |
| Juliusz Paetz                                                                                    | 1996 – 2002                          | |
| Stanisław Gądecki (Gądecki Szaniszló)                                                            | 2002-től                             | |

## Szomszédos egyházmegyék
- Zielona Góra-Gorzówi egyházmegye (nyugat)
- Koszalin-Kołobrzegi egyházmegye (észak)
- Bydgoszczi egyházmegye (északkelet)
- Gnieznói főegyházmegye (kelet)
- Kaliszi egyházmegye (délkelet)
- Wrocławi főegyházmegye (dél)